# 에스제이엠 용역폭력사태
에스제이엠 용역폭력사태는 2012년 7월 28일 대한민국 경기도 안산시 반월공단에 소재한 자동차부품업체 에스제이엠에서 노사분규를 둘러싸고 벌어진 폭력사태이다.
에스제이엠은 본래 노사관계가 상당히 양호한 편으로, 1996년 노조 최초 결성 때 단 한번 파업이 일어난 이후로 10년 넘게 한 번도 파업이 일어난 적이 없었다. 그런데 2009년 경영컨설턴트 민아무개가 이사로 취임한 이후 사측은 중국산 부품을 수입해 원청회사에 납품하고, 공장 식당의 여성노동자들을 생산직으로 발령내고 식당을 외주업체에 맡기는 등 의도적으로 노사관계를 파행시키기 시작했다. 노조는 이를 대표이사 김용호가 아들 김휘중에게 경영권을 승계하기 전에 노조를 파괴하려 하는 것이라 의심했다.
2012년 4월 노사 단체협상이 시작되었지만 대표이사는 단 한차례도 협상에 참여하지 않았다. 12차례의 협상 시도가 모두 결렬되자 노조는 파업을 준비하고 공장을 점거했다. 이에 사측은 용역단체 컨택터스를 동원하여 7월 27일에서 28일로 넘어가는 새벽 공장을 들이쳐 폭력적으로 노동자들을 몰아내고 직장폐쇄를 강행했다. 컨택터스는 노동자들에게 자동차 부품을 집어던지며 공격했고, 앞에서 스크럼을 짜던 남성 노동자들은 뼈가 부러지고 살이 찢어지는 심각한 부상을 입었다. 노동자들은 일곱 차례에 걸쳐 경찰에 신고를 했으나 경찰은 고의적으로 늦게 출동했고 현장에 3개 중대 병력이 도착한 뒤에도 폭력사태를 수수방관했다.
2012년 12월 14일 에스제이엠 이사 민아무개와 컨택터스 운영자 서진호, 구아무개에게 폭력행위 등 처벌에 관한 법률 및 경비업법 위반 혐의로 징역 4년이 선고되었다.